# Ella Anker
Ella Eli Birgit Anker, född 1870 i Hamar, död 1958, var en norsk författare och journalist, dotter till Herman Anker och syster till Katti Anker Møller.
Anker verkade 1910-1920 som London-korrespondent för norska tidningar, och tog initiativ till grundandet av Anglo-Norse Society (1918) och Norsk-Britisk forening (1921). Hon var talesman för fredsfrågan och kvinnosaksfrågan, och arbetade för moderstrygghet och barntrygghet.
Som författare skrev Anker bland annat skådespelen Olavsbilæte (om Olav den helige, uppfört 1930) och Eirik Raude (om Erik Röde, 1933) samt en biografi över Herman Anker.